# Carl Randall
Carl Norman Randall Jr. (* 29. März 1949 in Los Angeles; † 3. Dezember 2012) war ein US-amerikanischer Jazz-Musiker (Saxophon, Flöte).
Randall begann an der Mt. Vernon Jr. High School Alt- und Tenorsaxophon zu spielen; 1967 schloss er die Los Angeles High School ab. Er studierte am Los Angeles City College im Jazzprogramm, leistete den Militärdienst bei der US-Marine ab, wo er 1969 die U.S. Navy School of Music besuchte und anschließend in Long Beach als Militärmusiker stationiert war. Noch während der Militärzeit war er ab 1971 im Gerald Wilson Orchestra tätig, außerdem mit Donald Byrd und Willie Bobo. Nach der Entlassung arbeitete er mit Johnny Hammond Smith (Gambler's Life). Auf dem Palo Alto Jazz Festival trat er 1972 mit Freddie Hubbard auf, dessen Band er ab 1974 für drei Jahre angehörte; so wirkte er bei dessen in Japan erschienenen Alben Liquid Love und Gleam er 1975 mit. Dann tourte er mit Bill Withers, war ab 1978 wieder in Wilsons Orchestra tätig (Theme for Monterey, 1998). Weiterhin arbeitete er mit Blue Mitchell, Bobby Bryant, Frank Rosolino, Luis Gasca, Barbara Morrison, Jimmy Scott sowie in verschiedenen Bigbands, wie der von Frank Capp, im Clayton-Hamilton Jazz Orchestra und der Buddy Collette Big Band.
In den 2000er Jahren arbeitete er noch mit Al Aarons und Phil Ranelin; 2006 trat er mit Wilsons Band beim Konzert im Yoshi’s zu Kenny Burrells 75. Geburtstag auf (75th Birthday Bash Live!). Randall, der im Bereich des Jazz zwischen 1974 und 2009 bei 13 Aufnahmesessions mitwirkte, starb Anfang Dezember 2012.